# Mr. Pete
Peter "Mr. Pete" Digirolamo, född den 30 januari 1980 i Las Vegas i Nevada i USA, är en amerikansk regissör och skådespelare i pornografisk film. Han har fram till 2024 medverkat i över 3 000 filmer och scener, inklusive Bang Van och Filthy Things.
Han verkar ofta som dominant i produktioner som kan ha drag av vålds- eller förnedringspornografi. Han har bland annat medverkat i de flesta av filmerna i Ashley Blues Girlvert-serie. Mellan 2003 och 2016 regisserade han ett knappt 100-talet pornografiska filmer.